# تیم ملی فوتبال ساحلی پرو
تیم ملی فوتبال ساحلی پِرو نماینده پرو در مسابقات بین‌المللی فوتبال ساحلی و یکی از برترین تیم‌های فوتبال ساحلی جهان است. تیم ملی فوتبال ساحلی پرو نایب قهرمان ١ دوره جام‌های جهانی فوتبال ساحلی در سال‌ ٢٠٠٠ است.